# Jahrhundert der Demütigung

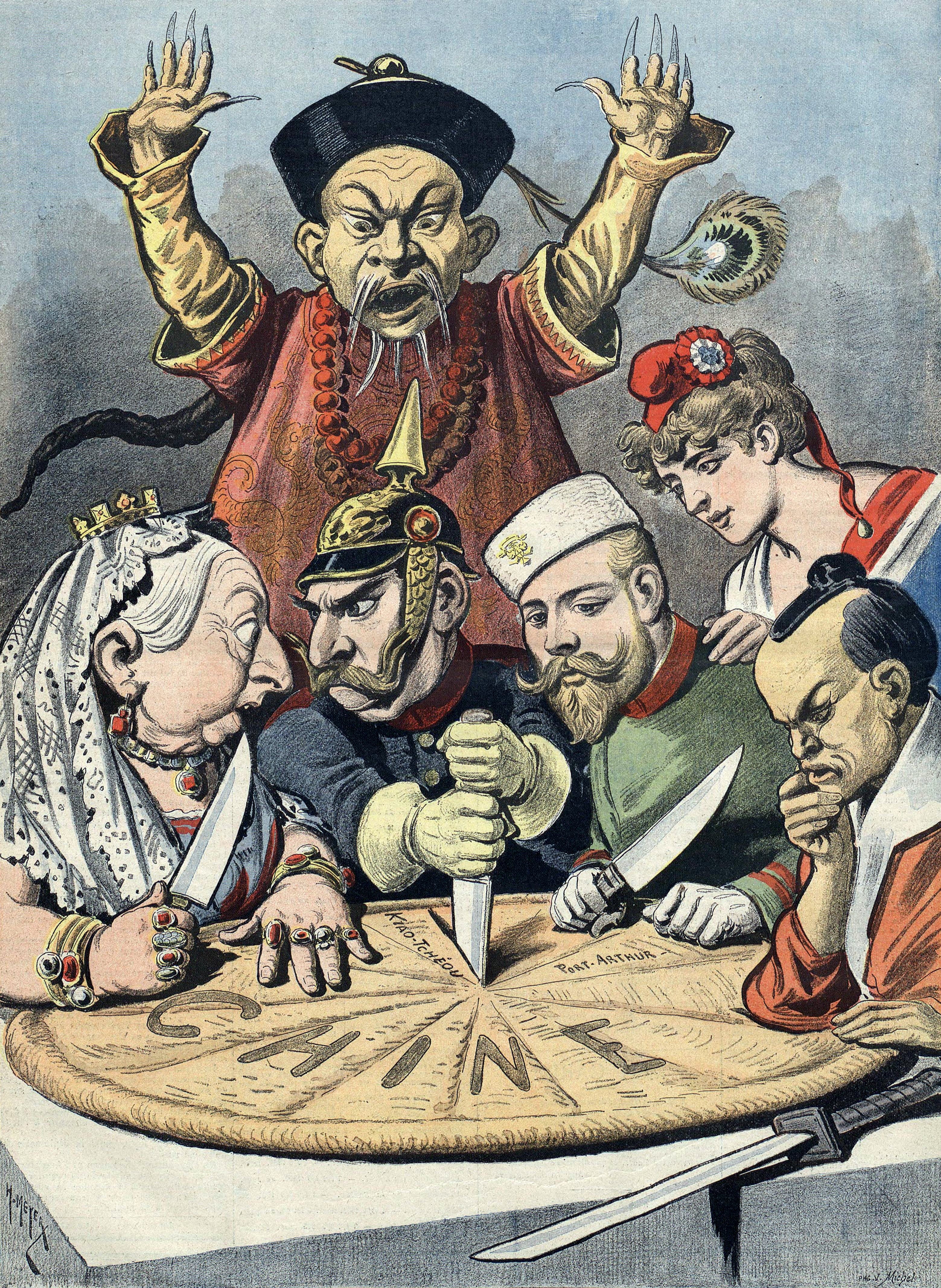
Eine politische Karikatur, die Königin Victoria (Großbritannien), Kaiser Wilhelm II. (Deutsches Reich), Zar Nikolaus II. (Russisches Reich), Marianne (Frankreich) und einen Samurai (Japanisches Reich) bei der Aufteilung Chinas zeigt.

Das Jahrhundert der Demütigung, auch bekannt als die hundert Jahre der nationalen Demütigung, ist der Begriff, der in China verwendet wird, um die Zeit der Intervention und Unterwerfung der Qing-Dynastie und der Republik China durch westliche Mächte und Japan von 1839 bis 1949 zu beschreiben.
Der Begriff entstand 1915 in der Atmosphäre des aufkommenden chinesischen Nationalismus, der sich gegen die einundzwanzig Forderungen der japanischen Regierung und deren Annahme durch Yuan Shikai wandte. Sowohl die Kuomintang (Chinesische Nationalistische Partei) als auch die Kommunistische Partei Chinas machten die Bezeichnung später populär.

## Geschichte
Chinesische Nationalisten in den 1920er und 1930er Jahren datierten den Beginn des Jahrhunderts der Demütigung auf die Mitte des 19. Jahrhunderts, mit dem Beginn des Ersten Opiumkriegs inmitten des darauf folgenden dramatischen politischen Zerfalls von Qing-China.
Zu den Niederlagen und Demütigungen, die als Teil des Jahrhunderts der Demütigung genannt werden, gehören die folgenden:
- Die Niederlage im Ersten Opiumkrieg (1839–1842) gegen die Briten

- Die ungleichen Verträge (insbesondere die von Nanking, Whampoa, Aigun und Shimonoseki)

- Die Niederlage im Zweiten Opiumkrieg (1856–1860) und die Plünderung des Alten Sommerpalastes durch britische und französische Truppen

- Die Unterzeichnung des Vertrags von Aigun (1858) und des Vertrags von Peking (1860) während des Zweiten Opiumkriegs, durch den die Äußere Mandschurei an Russland abgetreten wurde

- Die Teilniederlage im Chinesisch-Französischen Krieg (1884–1885), durch die das Land seine Oberhoheit über Vietnam und seinen Einfluss auf Indochina verlor

- Niederlage im Ersten Chinesisch-Japanischen Krieg (1894–1895) gegen Japan

- Die Invasion der vereinigten acht Staaten zur Niederschlagung des Boxeraufstandes (1899–1901) und das daraus resultierende Boxerprotokoll, das Reparationszahlungen in Höhe der jährlichen Steuereinnahmen der Regierung vorschrieb.[2]

- Die gleichzeitige russische Invasion in der Mandschurei (1900)[4][5]

- Die britische Expedition nach Tibet (1903–1904)[6]

- Die einundzwanzig Forderungen (1915) nach einem vorteilhaften Kredit und der Kontrolle der lokalen Regierung durch Japan

- Der Vertrag von Versailles (1919), in dem deutsche Gebiete in China an Japan abgetreten wurden und der zur antiimperialistischen Bewegung des vierten Mai führte

- Die japanische Invasion der Mandschurei (1931–1932)

- Der Zweite Chinesisch-Japanische Krieg (1937–1945)

In dieser Zeit litt China unter einer starken inneren Zersplitterung, verlor fast alle Kriege, die es führte, und war oft gezwungen, den Großmächten in ungleichen Verträgen große Zugeständnisse zu machen. In vielen Fällen war China gezwungen, hohe Reparationszahlungen zu leisten, Häfen für den Handel zu öffnen, Gebiete zu verpachten oder abzutreten (z. B. die Äußere Mandschurei, Teile Nordwestchinas und Sachalin an das Russische Reich, Kiautschou an das Deutsche Reich, Hongkong an das Britische Weltreich, Macau an das Portugiesische Reich, Zhanjiang an Frankreich, Taiwan und Dalian an das Japanische Reich) und nach militärischen Niederlagen verschiedene andere Zugeständnisse an ausländische „Einflusssphären“ zu machen. Chiang Kai-shek legte in seinem Tagebuch nach einem Scharmützel mit den Japanern im Jahr 1928, das als Jinan-Zwischenfall bekannt wurde, eine Kategorie mit dem Titel „Rache der Demütigung“ an. In den folgenden zwei Jahrzehnten schrieb er in dieser Rubrik über Methoden zur Überwindung des japanischen Eindringens in China und zur Stärkung der inneren Einigkeit.

### Ende des Jahrhunderts der Demütigung
Bereits beim Abschluss des Boxerprotokolls im Jahr 1901 waren einige der westlichen Mächte der Ansicht, dass sie überzogen gehandelt hatten und dass das Protokoll zu demütigend war. Daraufhin formulierte US-Außenminister John Hay die Politik der offenen Tür, die die Kolonialmächte daran hinderte, China direkt in De-jure-Kolonien aufzuteilen, und die den universellen Zugang zu den Märkten in China garantierte. Diese Politik, die Deutschland, Japan und Russland schwächen sollte, wurde nur teilweise durchgesetzt und durch die folgende Warlord-Ära in China und die japanischen Interventionen allmählich gebrochen. Die halb widersprüchliche Natur der Politik der offenen Tür wurde schon früh erkannt, da sie zwar die territoriale Integrität Chinas vor fremden Mächten bewahrte, aber auch zur Ausbeutung des Landes durch dieselben Länder führte. Mit dem Root-Takahira-Abkommen von 1908 hielten die USA und Japan die Politik der offenen Tür aufrecht, doch andere Faktoren (wie Einwanderungsbeschränkungen für Chinesen und die Abtretung der Boxer-Entschädigung an ein verwaltetes Boxer-Entschädigungs-Stipendium statt der direkten Rückgabe an die Qing-Regierung) führten zu einer fortgesetzten Demütigung aus chinesischer Sicht. Die Politik der offenen Tür wurde schließlich im Zweiten Weltkrieg gebrochen, als Japan in China einmarschierte.
Die extraterritoriale Gerichtsbarkeit und andere Privilegien wurden vom Vereinigten Königreich und den Vereinigten Staaten 1943 aufgegeben. Während des Zweiten Weltkriegs behielt Vichy-Frankreich die Kontrolle über die französischen Konzessionen in China, wurde aber gezwungen, sie an das kollaborierende Regime von Wang Jingwei zu übergeben. Das chinesisch-französische Nachkriegsabkommen vom Februar 1946 bestätigte die chinesische Souveränität über die Konzessionen.
Chiang Kai-shek erklärte das Jahrhundert der Demütigung 1943 mit der Aufhebung aller ungleichen Verträge für beendet, und Mao Zedong erklärte es später in der Nachkriegszeit für beendet. Chiang propagierte 1945 seinen Widerstand gegen die japanische Herrschaft und Chinas Platz unter den vier Hauptsiegermächten der siegreichen Alliierten. Mao rief das Ende der nationalen Demütigung mit der Gründung der Volksrepublik China im Jahr 1949 aus.
Einige chinesische Politiker und Schriftsteller haben jedoch spätere Ereignisse als das wahre Ende der Demütigung dargestellt. Ihr Ende wurde mit der Zurückdrängung der UN-Truppen im Koreakrieg, der Wiedervereinigung mit Hongkong 1997, der Wiedervereinigung mit Macau 1999 und sogar der Ausrichtung der Olympischen Sommerspiele 2008 in Peking proklamiert. Andere behaupten, dass die Demütigung erst enden wird, wenn die Volksrepublik China Taiwan kontrolliert.

## Auswirkungen
Die Verwendung des „Jahrhunderts der Demütigung“ in der Geschichtsschreibung der Kommunistischen Partei Chinas und des modernen chinesischen Nationalismus mit seinem Schwerpunkt auf der „Souveränität und Integrität des (chinesischen) Territoriums“ wurde bei Vorfällen wie der Bombardierung der chinesischen Botschaft in Belgrad durch die USA, der Flugzeugkollision bei Hainan 2001 und den Protesten für die tibetische Unabhängigkeit entlang des Fackellaufs der Olympischen Spiele 2008 in Peking angeführt. Einige Analysten haben darauf hingewiesen, dass der Begriff verwendet wird, um ausländische Kritik an Menschenrechtsverletzungen in China und die inländische Aufmerksamkeit von Korruptionsproblemen abzulenken und die territorialen Ansprüche und den allgemeinen wirtschaftlichen und politischen Aufstieg des Landes zu untermauern.

## Kommentar und Kritik
Kritisiert wurde die Behauptung, China habe sich geweigert, sich zu modernisieren, oder sei nicht in der Lage gewesen, westliche Armeen zu besiegen, als vereinfachend, da China Ende des 19. Jahrhunderts nach mehreren Niederlagen mit einer massiven militärischen Modernisierung begann, Waffen von westlichen Ländern kaufte und in Arsenalen, wie dem Hanyang-Arsenal während des Boxeraufstands, eigene Waffen herstellte. Außerdem wurde die Behauptung infrage gestellt, die chinesische Gesellschaft sei durch die westlichen Siege traumatisiert worden, da viele chinesische Bauern (damals 90 % der Bevölkerung) außerhalb der Konzessionen lebten und ihr tägliches Leben ungestört und ohne jegliches Gefühl der „Demütigung“ fortsetzten.
Historiker haben die Anfälligkeit und Schwäche der Qing-Dynastie gegenüber dem ausländischen Imperialismus im 19. Jahrhundert vor allem auf die Schwäche der Seestreitkräfte zurückgeführt, während sie zu Lande militärische Erfolge gegen die Westmächte erzielte. Der Historiker Edward L. Dreyer stellte fest: „Chinas Demütigungen im neunzehnten Jahrhundert hingen stark mit seiner Schwäche und seinem Versagen auf See zusammen. Zu Beginn des Ersten Opiumkriegs verfügte China über keine einheitliche Marine und war sich nicht bewusst, wie verwundbar es gegenüber Angriffen von See war. Die britischen Seestreitkräfte segelten, wohin sie wollten. Im Zweiten Opiumkrieg (1856–1860) hatten die Chinesen keine Möglichkeit, die anglo-französische Marineexpedition von 1860 daran zu hindern, in den Golf von Zhili zu segeln und so nahe wie möglich an Peking zu landen. In der Zwischenzeit unterdrückten neue, aber nicht unbedingt moderne chinesische Armeen die Aufstände in der Mitte des Jahrhunderts, brachten Russland mit einem Bluff dazu, die umstrittenen Grenzen in Zentralasien friedlich zu regeln, und besiegten die französischen Streitkräfte zu Lande im Chinesisch-Französischen Krieg (1884–1885). Doch die Niederlage zur See und die daraus resultierende Bedrohung des Dampfschiffverkehrs nach Taiwan zwangen China, den Frieden zu ungünstigen Bedingungen zu schließen“.